# Ray Anderson (musicien)
Pour les articles homonymes, voir Ray Anderson et Anderson.
Ray Anderson est un tromboniste, tubiste, vocaliste (et très rarement trompettiste) américain né à Chicago (Illinois) le 6 octobre 1952.

## Biographie
Élève musicien précoce, il opte pour le trombone dès huit ans. Il partage cette passion avec son condisciple au lycée George Lewis. La discothèque paternelle lui permet de se nourrir aux sources néo-orléanaises (Vic Dickenson, Jack Teagarden, Trummy Young, Kid Ory). Mais c’est dans les groupes de rock et de rhythm and blues qu’il fait ses premières armes en amateur.
Ses études universitaires et un voyage en Europe induisent une pause dans cet apprentissage, mais en 1971 commence sa carrière professionnelle, en Californie puis à New York (1973), dans quelques groupes de jazz, mais aussi des formations de salsa et de soul music.
En 1977, il enregistre avec Anthony Braxton, puis  l'année suivante, sous son propre nom, et, vers la fin de la décennie, avec Barry Altschul et Roscoe Mitchell entre autres.
En 1980, il crée le groupe Slickaphonics avec Steve Elson et Jim Payne qui enregistre quatre disques d’orientation « Funk », mais sa discographie pour les décennies suivantes est particulièrement importante, tant sous son nom que sous la direction d'autres leaders ou dans des groupes. Il enrichit sa palette stylistique en s’intéressant particulièrement au bebop. Il est également très sollicité par des leaders de big bands, Charlie Haden au sein du Liberation Music Orchestra, George Gruntz pour son Concert Jazz Band, George Russell dans le New York Band, Mathias Rüegg, le NDR Workshop. Il enregistre également avec de nombreux musiciens européens : Karl Berger, Barbara Dennerlein, Frank Gratkowski, mais aussi avec Bennie Wallace, Tim Berne, John Scofield, Barry Altschul, Henry Threadgill, John Lindberg et ses complices Mark Helias et Gerry Hemingway.
La constante de ces groupes est la vitalité, le caractère « hot », expressionniste. Il intègre dans son jeu des éléments venus de tous les horizons du jazz, des ellingtoniens Lawrence Brown ou Juan Tizol, comme des trombones free (Roswell Rudd), mais aussi des saxophonistes expansifs (Ben Webster, Sonny Rollins, Coleman Hawkins), ou de Dizzy Gillespie, avec effets de growl et vibrato ample ; une sonorité éclatante, énorme, exploitant son instrument jusqu'à ses limites techniques. Son style vocal sans retenue en est le pendant et la transposition.

## Discographie personnelle
- Harrisburg half life (1980) (Moers)
- Right down your alley (1984 ) (Soul Note)
- Humatonic energy (1984) (Teldec)
- Old bottles, new wine (1985) (Enja)
- You be (1985) (Minor Music)
- It just so happens (1987) (Enja)
- Blues bred in the bone (1988) (Gramavision)
- What because  (1989) (Gramavision)
- Wishbone (1990) (Gramavision)
- Every one of us (1992) (Gramavision)
- Don't mow your lawn (1994) (Enja)
- Azurety (1994) (Hathut Records)
- Big band record (1994) (Gramavision)
- Cheer up (1995) (Hathut Records)
- Azurety (1994) (Hathut Records)
- Heads and tales (1995) (Enja)
- Slideride (1995) (Hathut Records)
- Funkorific (1998) (Enja)
- Where home is: Ray Anderson's pocket brass band (1999) (Enja)
- Bonemeal (2001) (Raybone Music)
- bimwa swing